# NGC 1316

NGC 1316

NGC 1316 (معروفة أيضا باسم فورنكس أ) هي مجرة محدبة تبعد حوالي 60 مليون سنة ضوئية وتقع في كوكبة الكور. المجرة تعتبر أيضاً أنها مجرة راديوية ولها اشعاع راديو وصل 1400 ميجاهرتز مما يجعلها رابع ألمع مصدر للأشعة الراديوية في السماء.

## الهيكل والتشكيل
درس فرانسوا شفايتزر مجرة NGC 1316 في سبعينات القرن العشرين على نطاق واسع ووجد أن المجرة تبدو كمجرة إهليجية صغيرة مع بعض تجمعات الغبار الغير اعتيادية ضمن مجموعة كبيرة من النجوم. يحتوي الجزء الخارجي على تموجات عديدة وحلقات وأقواس. كما ذكر شفايتزر أيضاً وجود أقراص غازية مضغوطة بجانب المنتصف والتي ظهرت وكأنها تميل نحو النجوم وأيضاً أنها تدور أسرع من النجوم. اعتمد فرانسوا على هذه النتائج في افتراض أن مجرة NGC 1316 نشأت من خلال الاندماج بين عدد من المجرات الصغيرة. حدوث اندماج بهذا الحجم قد يكون يساهم في تغذية الثقب الأسود الفائق بمنتصف المجرة والذي تقدر كتلته بحوالي 130-150 مليون كتلة شمسية مما جعلها مجرة راديوية. أوضح شفايتزر أيضاً أن NGC 1316 يمكن مقارنتها بالمجرات الإهليجية العملاقة الموجودة في عناقيد مجرية أخرى. تقنية التحليل الطيفي لأمع عناقيدها المغلقة يشير أن الاندماج الذي تحدث عنه فرانسوا شفايتزر قد حدث قبل حوالي 3 مليارات سنة.
وقد أقتُرحَ أيضا أن مجرة NGC 1316 قد تكون مجرة في طور التطور وأنها ستصبح يوماً ما شبيه بنظام سومبريرو يهمن عليه حوصلة مجرية.

## البيئة والجيران
تقع NGC 1316 على طرف عنقود فورنكس المجري، وهو عنقود مجري في كوكبة الكور وذلك على عكس نظيرتها مسييه 87، وهي مجرة إهليجية في منتصف عنقود العذراء المجري. تظهر NGC 1316 بأنها تتفاعل مع مجرة حلزونية صغيرة في الشمال تدعى NGC 1317، إلا أنه المجرة الحلزونية هذه ليست كبيرة بما فيه الكفاية لتحدث تشوهات واضحة في بنية المجرة 1316.
من ناحية أخرى، شهدت NGC 1316 نشوء مستعرين أعظمين من نوع la بأسماء: 1980N(Ia) 1981D(Ia).

## تقديرات المسافة

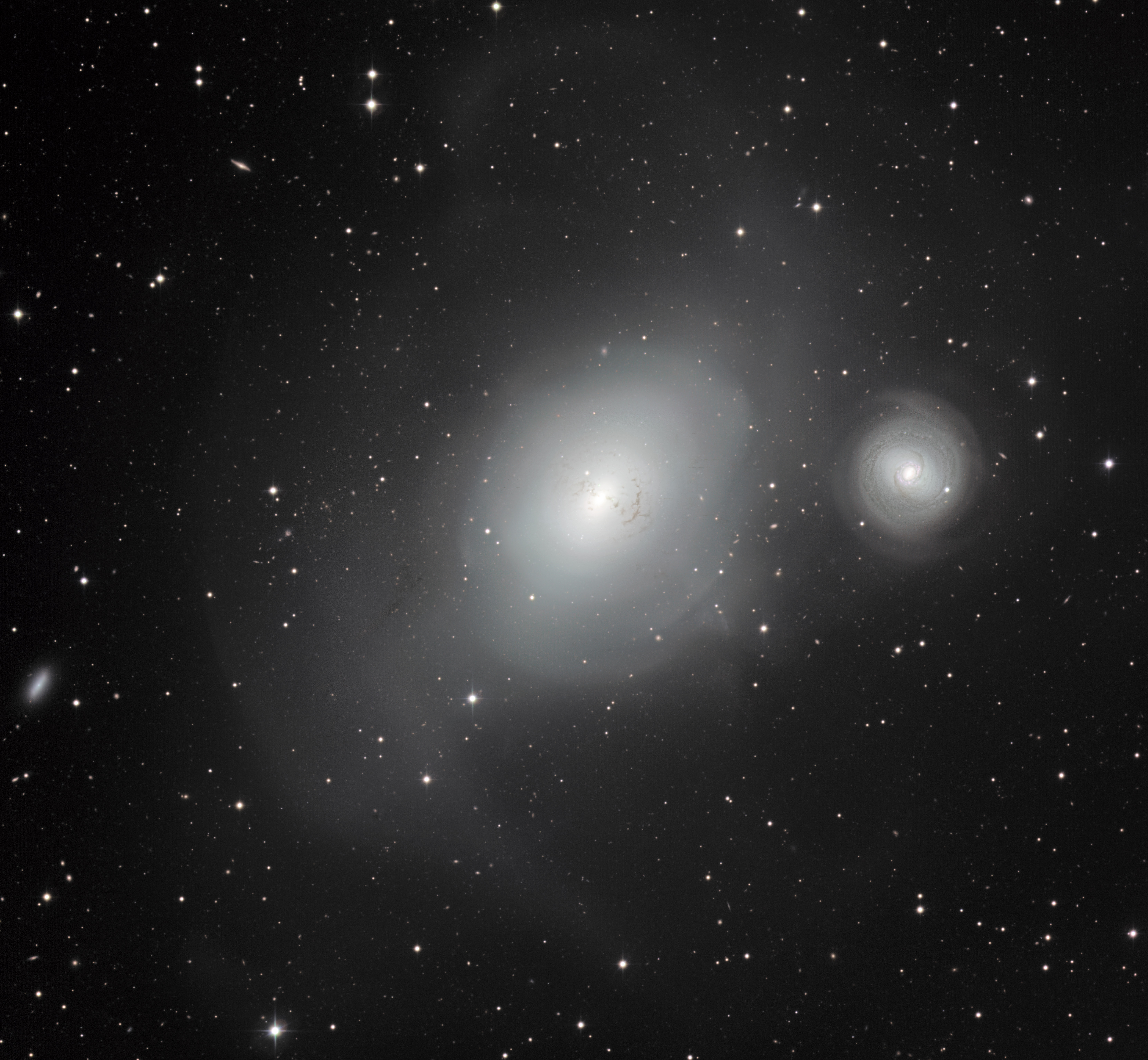
المجرات المتجاورة NGC 1316 و 1317.

استخدم الفلكيون طريقتين على الأقل لتقدير المسافة إلى NGC 1316؛ تسمى الطريقة الأولى تقلب سطوع السطح (SBF) في عام 2003، وتسمى الثانية دالة لمعان السدم الكوكبية (PNLF) في عام 2006. ولا يمكن استخدام طريقة المتغير القيفاوي للقياس بسبب أنها مجرة محدبة. أشارت التقديرات باستخدام الطريقة الأولى أن المجرة تقع على بعد 20.0 ± 1.6 فرسخ فلكي. بينما قدرت الطريقة الثانية بأن المسافة 17.9 +0.8
−0.9 فرسخ فلكي في ظل رصد 45 سديم كوكبي. ويقدر متوسط بعد المجرة عموماً بحوالي 62.0 ± 2.9 سنة ضوئية (19.0 ± 0.9 فرسخ فلكي).[أ]

## وصلات خارجية
- Nemiroff، R.؛ Bonnell، J.، المحررون (22 فبراير 1999). "After Galaxies Collide". صورة اليوم الفلكية. ناسا.
- NGC 1316 في ESA/Hubble

الإحداثيات:  03س 22د 41.7ث، −37° 12′ 30″